# R-15
《R-15》是由伏見宏之所著的日本輕小说系列，插圖由藤真拓哉負責。由角川Sneaker文庫（角川書店）從2009年7月開始發售。系列第1作的為其出道作。2011年7月開始播放電視動畫。

## 概要
芥川丈途作為專業的微色情小說作者活躍着。丈途由於職業的關係幾乎没有被给過好眼色，不过作為對其能力的認同，作為天才而進入到了私立高校・閃學園。由於聚集了很多有個性的學生而被時有戲弄。
閃学園是一所聚集了許多天才的學園，不論是哪方面的，只要是天才都可以入學。

## 登場人物

### 一年級零班
芥川 丈途（聲：合田彩）
本作品主人公。高中1年级。微色情（不是18禁的纯色情）的小說家，冠以35歲的男性作家“芥川竹人”的稱號發展事業。
在國中二年級時被繰美綁架，要求寫色情小說而被關在深山裡，事後認為是一場夢，所以忘記了。
最終以 "濡濕的單簧管" 取得諾貝爾文學獎並向鳴唐吹音求婚
黑樹繰美（聲：有賀由衣）
是製作人的天才。Producer的女學生。新聞同好會的部長，校長的孫女，極度腹黑，身旁常有兩名保鑣跟隨，並且隨身攜帶鐵棒。幾年前因為工作問題的關係，到日本綁架了丈途，事後喜歡上了丈途，並寄閃學院的邀請函給丈途。
倉部勝代（聲：村井理沙子）
經理人天才。經過她打氣後雖會得勝但不會得好結果。

### 一年級一班
香學創（聲：月宮绿）
天才科學者-瘋狂科學家，不斷做一些可怕煩人實驗及發明，通常都是不理會後果。有時會用自己的發明幫忙。
主屋久成樹
演劇的天才，也擁有很強的化妝技術，在漫畫、原作小說中有變過能讓丈途臉紅心跳的女性模樣。

### 一年級二班
園聲謡江（聲：柏山奈奈美）
天才偶像，也被芥川丈途妄想過，很欽佩芥川丈途會寫小說，之後更成為讀者之一。
動畫第二集時因某些原因情緒低落，被芥川丈途用妄想出的小說激勵，找到真正的自己。
是初期少有理解丈途的一人，亦很重視丈途。
與丈途的接觸多了後，對於丈途有更深入了解，亦對他很在意，後來對丈途告白，但因丈途還不能確定自己的心意，收回告白。
倉部勝代（聲：村井理沙子）

黨野總才（聲：無）
領導指揮的天才。

### 一年級三班
芥川丈途（聲：合田彩）

鳴唐吹音（聲：福原由莉奈）
單簧管天才。是唯一一個讓丈途感到與以往不同感覺的女生，是單純天然屬性的少女。
丈途對於她的妄想通常是中斷或空白告終，但亦有成功。
圓修律（聲：村上圓）
數學天才。丈途的朋友，疑似喜歡丈途，常因某些話的字義相近或發音相同而進入妄想（丈途都會叫他快唸出咒語圓周率破解。）。他的姓名日語發音與「圓周率」的日語發音一樣。
名機來夏（聲：小松真奈）
攝影天才。第四集時陷入拍照窘境，無法拍不出理想照片，因而用出各種方法想使芥川陷入妄想進而拍下。
甚至想犧牲自我逆推芥川，最後也被芥川的小說找到自我。她的名字「來夏」日語發音與知名相機品牌徠卡（Leica）一樣。
霧線蘭（聲：積田加代子）
程式天才。實力非常堅強，可以在一瞬間入侵45個人造衛星，NASA、五角大廈等也認為完全沒挑戰性。
討厭丈途，是個百合少女（喜歡吹音），擁有許多的「妹妹」，並且被這些妹妹稱呼為"姐姐大人"，懂得許多讓妹妹「心動」、「舒服」的方法。
在動畫第五集時，為了救吹音而與紅牡丹戰鬥，蘭一度不敵牡丹學姊而與丈途合作，丈途再次使用了邪惡的妄想小說，使牡丹陷入妄想狀態而被蘭乘虛而入，一舉擊敗。她的名字日語讀法與“無線LAN”相同（很巧中文國語讀法也很相似）。

### 二年級
鉄坊廻（聲：長島☆自演乙☆雄一郎）
運動體操系的天才，個性爽朗，自身為體操選手，似乎喜歡圓修律。

### 三年級
紅牡丹（聲：野水伊織）
前衛藝術的天才，和蘭一樣是百合屬性，不過使用的稱謂不是姊妹而是作品。
田分照耀（聲：無）
天氣預測天才，為天氣預報員。
黒樹書徒（聲：無）
劇情編寫天才，為劇作家。
夜乃彌撒（聲：伊東久美子）
占卜天才。

### 教職員
黑樹水墨（聲：中村浩太郎）
閃學園的校長，是位著名的水墨畫大師。
與謝野亜希（聲：榊原奈緒子）
一年三組的國文科教師，為學生著想，但喝酒會變成亂七八糟的性格。

## 出版書籍

### 日文版輕小說
伏見ひろゆき、角川書店〈角川スニーカー文庫〉出版、卷數已有11冊，已完結。
| 卷數 | 卷數    | 標题                         | 發售日        | ISBN                   |
| ---- | ------- | ---------------------------- | ------------- | ---------------------- |
| 1    | R-15 1  | ようこそ天才学園へ!          | 2009年7月1日  | ISBN 978-4-04-474701-5 |
| 2    | R-15 2  | こんにちは、ぼくの初恋       | 2009年10月1日 | ISBN 978-4-04-474702-2 |
| 3    | R-15 3  | 初めまして三角関係!          | 2010年1月1日  | ISBN 978-4-04-474703-9 |
| 4    | R-15 4  | 裏切り者のさようなら         | 2010年6月1日  | ISBN 978-4-04-474704-6 |
| 5    | R-15 5  | よろしく女王様の教室!        | 2010年9月1日  | ISBN 978-4-04-474705-3 |
| 6    | R-15 6  | こんばんは学園崩壊           | 2010年12月1日 | ISBN 978-4-04-474706-0 |
| 7    | R-15 7  | いただきます女の子の秘密     | 2011年4月1日  | ISBN 978-4-04-474707-7 |
| 8    | R-15 8  | 卒業指導スタート!            | 2011年7月1日  | ISBN 978-4-04-474708-4 |
| 9    | R-15 9  | 学園アイドルの世界就活!?     | 2011年9月1日  | ISBN 978-4-04-474709-1 |
| 10   | R-15 10 | カメラ少女の純愛スランプ!?   | 2012年1月1日  | ISBN 978-4-04-100082-3 |
| 11   | R-15 11 | ハッピーエンドへの最終指導!! | 2012年7月31日 | ISBN 978-4-04-100449-4 |

### 正體中文版輕小說
伏見ひろゆき、台灣角川出版，正體中文由林香吟翻譯，冊數全11冊，已完結。
| 卷數 | 卷數    | 標题                       | 發售日         | ISBN                   |
| ---- | ------- | -------------------------- | -------------- | ---------------------- |
| 1    | R-15 1  | 歡迎來到天才學園!          | 2011年9月15日  | ISBN 978-986-28-7200-0 |
| 2    | R-15 2  | 你好，我的初戀             | 2011年10月21日 | ISBN 978-986-28-7291-8 |
| 3    | R-15 3  | 初次見面，三角關係!        | 2011年12月2日  | ISBN 978-986-28-7459-2 |
| 4    | R-15 4  | 背叛者的道別               | 2012年4月7日   | ISBN 978-986-28-7592-6 |
| 5    | R-15 5  | 請多指教，女王的教室!      | 2012年5月24日  | ISBN 978-986-28-7700-5 |
| 6    | R-15 6  | 晚安，學園崩壞             | 2012年8月14日  | ISBN 978-986-287-861-3 |
| 7    | R-15 7  | 開動囉，女孩們的祕密       | 2012年12月7日  | ISBN 978-986-325-096-8 |
| 8    | R-15 8  | 升學就業輔導開跑！         | 2013年3月15日  | ISBN 978-986-325-242-9 |
| 9    | R-15 9  | 學園偶像的世界就職活動！？ | 2013年6月15日  | ISBN 978-986-325-408-9 |
| 10   | R-15 10 | 攝影少女的純愛低潮期！？   | 2013年9月18日  | ISBN 978-986-325-595-6 |
| 11   | R-15 11 | 通往快樂結局的最後輔導!!   | 2013年12月5日  | ISBN 978-986-325-711-0 |

## 電視動畫
2011年7月開始在神奈川電視台等電視台播放。

### 工作人員
- 監督 - 名和宗則[2]
- 助監督 - 仁昌寺義人
- 系列構成 - 植竹須美男
- 人物设计 - 藤田麻里子
- 總作畫監督 - 谷拓也、古川英樹
- 視覺調節 - 河野悦隆
- 衣裝設計 - 松本昌子
- 小物設定 - よろず屋
- 美術監督 - 小坂部直子
- 色彩設計 - 松山愛子
- 綜合導演 - 加藤友宜
- 3D - 井口光隆
- 編集 - 右山章太
- 音響監督 - 吉田知弘
- 音樂 - 野中“MASA”雄一
- 音樂制作 - AMG MUSIC
- 制作人 - 今本尚志、松嵜義之
- 动畫制作人 - 長野敏之
- 动畫制作 - AIC
- 製作 - 閃学園R15同好会

### 主題曲
片頭曲
- （第1-9話、第11-12話）

作詞 - 仲智唯 / 作曲・編曲 - 野中"まさ"雄一
歌 - R-15♡（合田彩、福原由莉奈、柏山奈奈美、小松真奈、積田かよ子、村上まどか、村井理沙子、月宮綠）
- （第10話）

作詞 - 仲智唯 / 作曲・編曲 - 野中"まさ"雄一
歌 - R-15♡（長島☆自演乙☆雄一郎、合田彩、福原由莉奈、柏山奈奈美、小松真奈、積田かよ子、村上まどか、村井理沙子、月宮綠）
以原曲加插長島☆自演乙☆雄一郎的歌唱部份。
片尾曲
- 「HIRAMEKI!ピース(≧▽≦)v」（第1-9話、第11-12話）

作詞 - 仲智唯 / 作曲・編曲 - 野中"まさ"雄一
歌 - R-15♡（合田彩、福原由莉奈、柏山奈奈美、小松真奈、積田かよ子、村上まどか、村井理沙子、月宮綠）
- 「HIRAMEKI!ピース乙」（第10話）

作詞 - 仲智唯 / 作曲・編曲 - 野中"まさ"雄一
歌 - R-15♡（長島☆自演乙☆雄一郎、合田彩、福原由莉奈、柏山奈々美、小松真奈、積田かよ子、村上まどか、村井理沙子、月宮綠）
以原曲加插長島☆自演乙☆雄一郎的歌唱部份。
挿入歌
- （第1話、第2話、第10話）

作詞 - 仲智唯 / 作曲・編曲 - 野中"まさ"雄一 / 歌 - 園声謡江（柏山奈奈美）
- 「官能のエデン」（第12話）

作詞 - 仲智唯 / 作曲・編曲 - 野中"まさ"雄一 / 歌 - 閃学園１年３組

### 各集列表
| 話數           | 標題                    | 劇本       | 分鏡                | 演出       | 作畫監督                                   | 總作畫監督      |
| -------------- | ----------------------- | ---------- | ------------------- | ---------- | ------------------------------------------ | --------------- |
| 第1話          | 欢迎来到闪学院！        | 植竹須美男 | 名和宗則 文小学     | 仁昌寺義人 | 古川英樹 谷拓也                            | -               |
| 第2話          | 脫了也是偶像            | 植竹須美男 | 林宏樹              | 林宏樹     | 山本周平 松本昌子 横田拓己                 | 古川英樹        |
| 第3話          | 離不開、不讓你離開      | 植竹須美男 | 別所誠人            | 小林浩輔   | 中島美子 日高真由美 藤田正幸               | -               |
| 第4話          | 照片奇談                | 鈴木雅詞   | 阿部雅司            | 阿部雅司   | 山田步 徳倉榮一                            | -               |
| 第5話          | 向活用愛的對方          | 植竹須美男 | 文小学              | 清水一伸   | 宮田瑠美 Heo Gi Dong 服部憲知              | 古川英樹 谷拓也 |
| 第6話          | 如果閃學園的天才經理人… | 鴻野貴光   | 小寺勝之            | 近藤一英   | 猿渡聖加 小宮山由美子                      | 古川英樹        |
| 第7話          | 女子宿舍物語            | 鈴木雅詞   | 文小學              | 高島大輔   | 北村友幸 池田廣明 熊田亞輝                 | 古川英樹 谷拓也 |
| 第8話          | 閃學園的休假日          | 山田靖智   | 林宏樹              | 阿部雅司   | 松本昌子 山本周平 横田拓己                 | 古川英樹        |
| 第9話          | 部長X檔案               | 鈴木雅詞   | 嵯峨總一郎          | 嵯峨敏     | 徳倉榮一                                   | 谷拓也          |
| 第10話         | 溫泉街的輓歌            | 鈴木雅詞   | 小寺勝之            | 小林浩輔   | 中島美子 日高真由美 藤田正幸               | 古川英樹        |
| 第11話         | 我們的夏日憂鬱          | 山田靖智   | 文小學              | 清水一伸   | Heo Gi Dong Kim Jyu O                      | 谷拓也          |
| 第12話         | 我最喜歡！              | 植竹須美男 | 別所誠人 仁昌寺義人 | 仁昌寺義人 | 古川英樹                                   | 古川英樹        |
| 特別篇 （OVA） | R15少年漂流記           | 鈴木雅詞   | 星川孝文            | 高島大輔   | 池田廣明 北村友幸 谷拓也 古川英樹 松本昌子 | 谷拓也          |

### 播放電視台
| 放送地域 | 放送局       | 放送期間                | 放送日時           | 放送系列  | 備考   |
| -------- | ------------ | ----------------------- | ------------------ | --------- | ------ |
| 神奈川縣 | 神奈川電視台 | 2011年7月9日 - 9月24日  | 土曜 25:00 - 25:30 | 独立UHF局 |        |
| 兵庫縣   | SUN電視台    | 2011年7月11日 - 9月26日 | 月曜 25:35 - 26:05 | 独立UHF局 |        |
| 埼玉縣   | 埼玉電視台   | 2011年7月11日 - 9月26日 | 月曜 26:05 - 26:35 | 独立UHF局 |        |
| 日本全域 | NICONICO動畫 | 2011年7月12日 - 9月27日 | 火曜 25:00更新     | 網路配信  |        |
| 千葉縣   | 千葉電視台   | 2011年7月14日 - 9月29日 | 木曜 25:30 - 26:00 | 独立UHF局 |        |
| 岐阜縣   | 岐阜放送     | 2011年7月14日 - 9月29日 | 木曜 25:45 - 26:15 | 独立UHF局 |        |
| 東京都   | TOKYO MX     | 2011年7月14日 - 9月29日 | 木曜 26:30 - 27:00 | 独立UHF局 |        |
| 三重縣   | 三重電視台   | 2011年7月14日 - 9月29日 | 木曜 26:50 - 27:20 | 独立UHF局 |        |
| 日本全域 | AT-X         | 2011年7月18日 - 10月3日 | 月曜 11:30 - 12:00 | 衛星電視  | 有重播 |

## 漫畫

### R-15
角川書店《月刊少年Ace》2010年6月號連載到1月號，作者大橋隼人，單行本總共發售4冊，臺灣是由台灣角川代理發售正體中文版。
單行本列表
| 卷數 | 日本發售日     | ISBN                   | 臺灣發售日     | ISBN                |
| ---- | -------------- | ---------------------- | -------------- | ------------------- |
| 1    | 2010年11月26日 | ISBN 978-4-04-715575-6 | 2011年9月27日  | ISBN 978-9862873762 |
| 2    | 2011年2月26日  | ISBN 978-4-04-715626-5 | 2011年11月30日 | ISBN 978-9862874721 |
| 3    | 2011年7月26日  | ISBN 978-4-04-715746-0 | 2012年2月1日   | ISBN 978-9862875612 |
| 4    | 2012年2月25日  | ISBN 978-4-04-120120-6 | 2012年10月19日 | ISBN 978-9863250067 |

### ちまR-15
連載於角川書店的四格漫畫雜誌《4コマnanoエース》Vol.1到Vol.10（Vol.8除外），作者二宮年賀，單行本（Kadokawa Comics A）在2012年2月25日發售共1冊（ISBN 978-4-04-120141-1）。

## 遊戲
角川書店在2011年10月27日發售PlayStation Portable平台戀愛冒險遊戲R-15 Portable（R-15 ぽーたぶる）。

## 外部連結
- 電視動畫主頁（日語）
- TV動畫「R-15」的X（前Twitter）（日語）
- PSP遊戲主頁（日語）